# Krînîciuvate, Sofiivka
Krînîciuvate (în ucraineană Криничувате) este un sat în comuna Perșe Travnea din raionul Sofiivka, regiunea Dnipropetrovsk, Ucraina.

## Demografie
Componența lingvistică a localității Krînîciuvate
     Ucraineană (94,25%)
     Rusă (3,01%)
     Română (1,1%)
     Alte limbi (0,55%)
Conform recensământului din 2001, majoritatea populației localității Krînîciuvate era vorbitoare de ucraineană (94,25%), existând în minoritate și vorbitori de rusă (3,01%) și română (1,1%).